# Humboldt (Argentina)

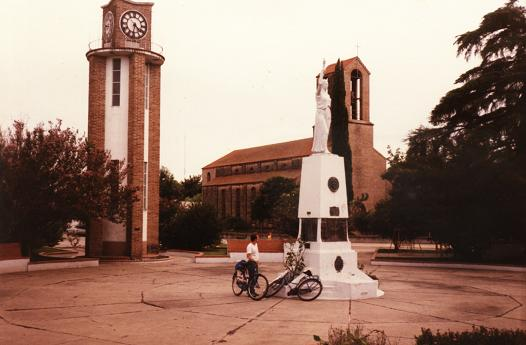

Humboldt es una comuna ubicada en el departamento Las Colonias, provincia de Santa Fe, en la República Argentina, a 55.9 km de la capital provincial.
Sus principales actividades económicas son la agricultura, la ganadería y la industria láctea.

## Historia
La entonces colonia de Humboldt se origina por la fundación de la colonia madre, Esperanza. En Esperanza la zona fue dividida en espacios de tierras a labrar, donde también vivirían las familias colonizadoras, llamadas "concesiones", donde los colonos comenzaron a trabajar la tierra y a conseguir de ella, no sin grandes sacrificios, lo que luego hizo una de las regiones más ricas de la provincia. Con el pasar de los años, las comunidades, como era de esperar, fueron creciendo, y necesitaron expandirse dentro de la misma región.
La superficie de la concesión (calculada para una familia de cinco integrantes) no alcanzaba para dar sustento a los hijos y a los nietos que se sumaban. Por medio de una contratación gubernamental de la época, la agencia suiza de inmigración Beck y Herzog consiguió hacerse cargo de la liquidación de las tierras que ocuparían las familias que esta seguiría trayendo. Esto permitió a los hijos de los colonos adquirir otras tierras más allá de Esperanza. De esta manera es como nacen, fundamentalmente, las colonias circundantes a Esperanza, como Humboldt. En este caso particular, la compañía liquidadora subdividió las tierras de lo que luego se convertiría en Humboldt, permitiendo que muchas de las familias ya "hijas" de las arribadas a Esperanza tuvieran su nuevo hogar. De estas familias muchas eran evangélicas (protestantes). Además, muchas de estas familias estaban emparentadas con las de Esperanza, con lazos que mantienen a lo largo del tiempo, lo que une todavía más a ambas localidades. Cabe aclarar que en el caso de Humboldt, las tierras fueron adquiridas por los colonos a la compañía liquidadora Beck-Herzog, a diferencia de la llegada de los colonos a Esperanza, los cuales recibieron las tierras a pagarlas con el fruto de sus cosechas en los posteriores años.
De esta manera la colonia de Humboldt se funda en el año 1868, si bien ya había un caserío en 1867, llamado luego Humboldt Chico (en alemán, Kleinhumboldt).

## Religión
- Comunidad evangélica: la feligresía protestante llegada a esta zona se mantenía unida a la iglesia de Esperanza. En el año 1888, cincuenta familias de Humboldt se independizan de la comunidad evangélica de Esperanza para formar una congregación propia e independiente. La comunidad aun mantiene fuerte vínculos de parentesco con la comunidad de Esperanza, aunque manteniéndose como iglesia independiente.

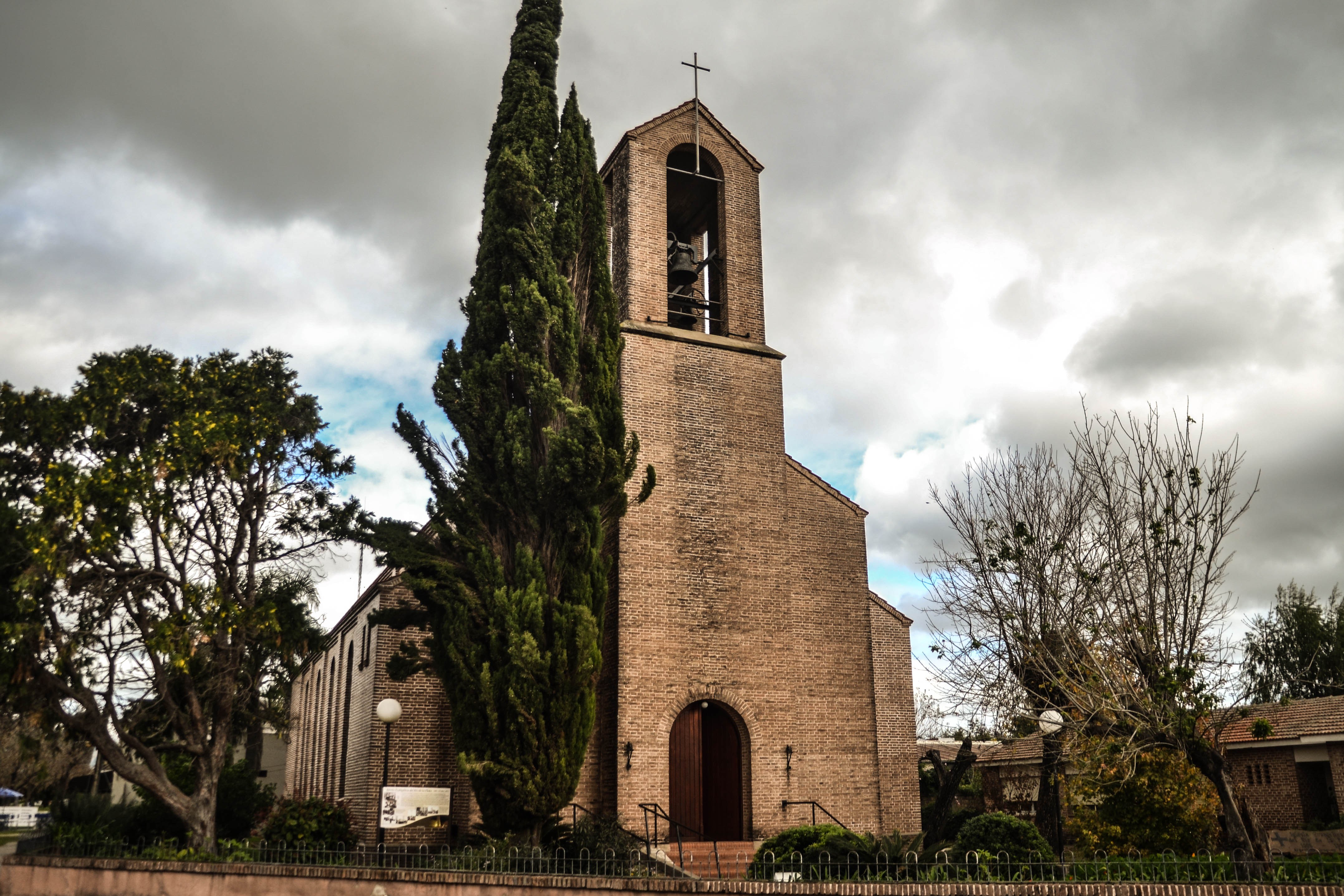
Iglesia evangélica del Río de la Plata

En la actualidad la población evangélica se afilia a la Iglesia Evangélica del Río de La Plata.

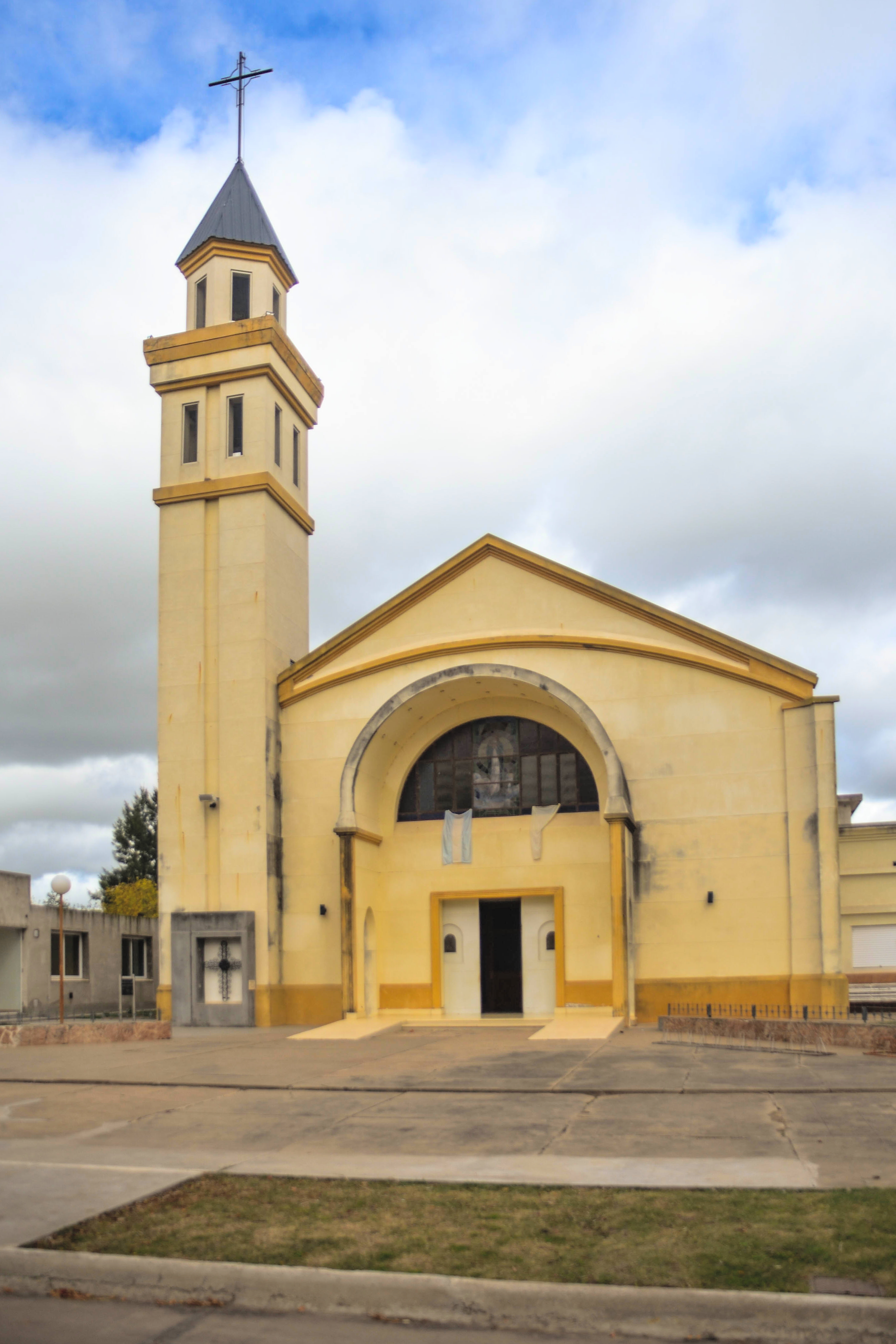
Parroquia Inmaculada Concepción

- Comunidad católica: el origen de los pobladores católicos en la localidad se remonta mayormente a los primeros suizos valesanos llegados posteriormente desde la colonia San Jerónimo Norte, los distintos grupos de emigrados italianos de las colonias vecinas y una minoría alemana también originariamente desde Esperanza. La patrona de la población es la Inmaculada Concepción, cuya festividad se celebra el 8 de diciembre.

### Parroquias de la Iglesia católica en Humboldt

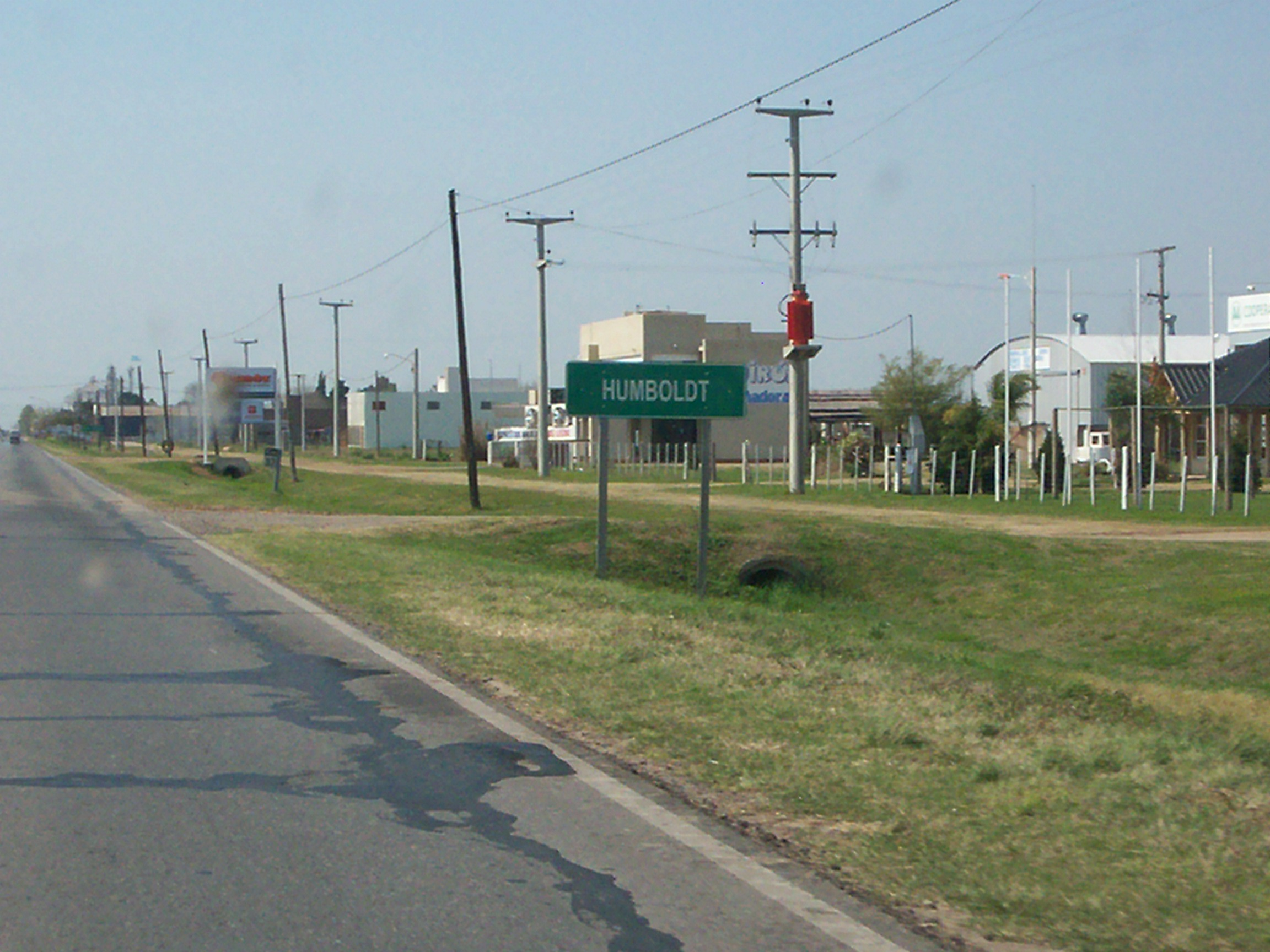
Acceso a Humboldt desde el oeste por la ruta provincial 70

| Arquidiócesis | Santa Fe de la Vera Cruz |
| ------------- | ------------------------ |
| Parroquia     | Inmaculada Concepción    |

## Geografía
La localidad de Humboldt se ubica en las coordenadas 31°24′ de latitud sur y 61°5′ de longitud oeste, sobre la llanura pampeana, a una altitud de 100 m s. n. m., que se caracteriza por su clima templado, con un promedio anual de precipitaciones de 951 mm, y temperaturas que oscilan entre los 6 y 18 °C de promedio en invierno y entre 18 y 31 °C en verano.
Ubicada en el Departamento Las Colonias, en la provincia de Santa Fe, la separan de la capital provincial 55.9 km, recorriendo la ruta provincial 70 y la AO07.
Por otro lado, la localidad está conectada con todo el país y países limítrofes por medio de la RN 34, que corre en dirección norte-sur. A través de las rutas provinciales RP 6, 58s y 10, se logra conectar con otra de las grandes vías de comunicación terrestre con que cuenta Humboldt, como es la RN 19. A través de la RP 70 también comunica con la RN 11 y la Autopista Santa Fe – Rosario al este y con la provincia de Córdoba al oeste, lo cual pone a Humboldt como un verdadero polo productivo en la región centro de Argentina.
Humboldt dista 530 km de Buenos Aires, capital federal de la República Argentina.
Su ubicación también puede considerarse estratégica dentro de la provincia de Santa Fe, ya que es una zona netamente productiva integrada al corredor bioceánico y a la cuenca lechera más importante de Latinoamérica.

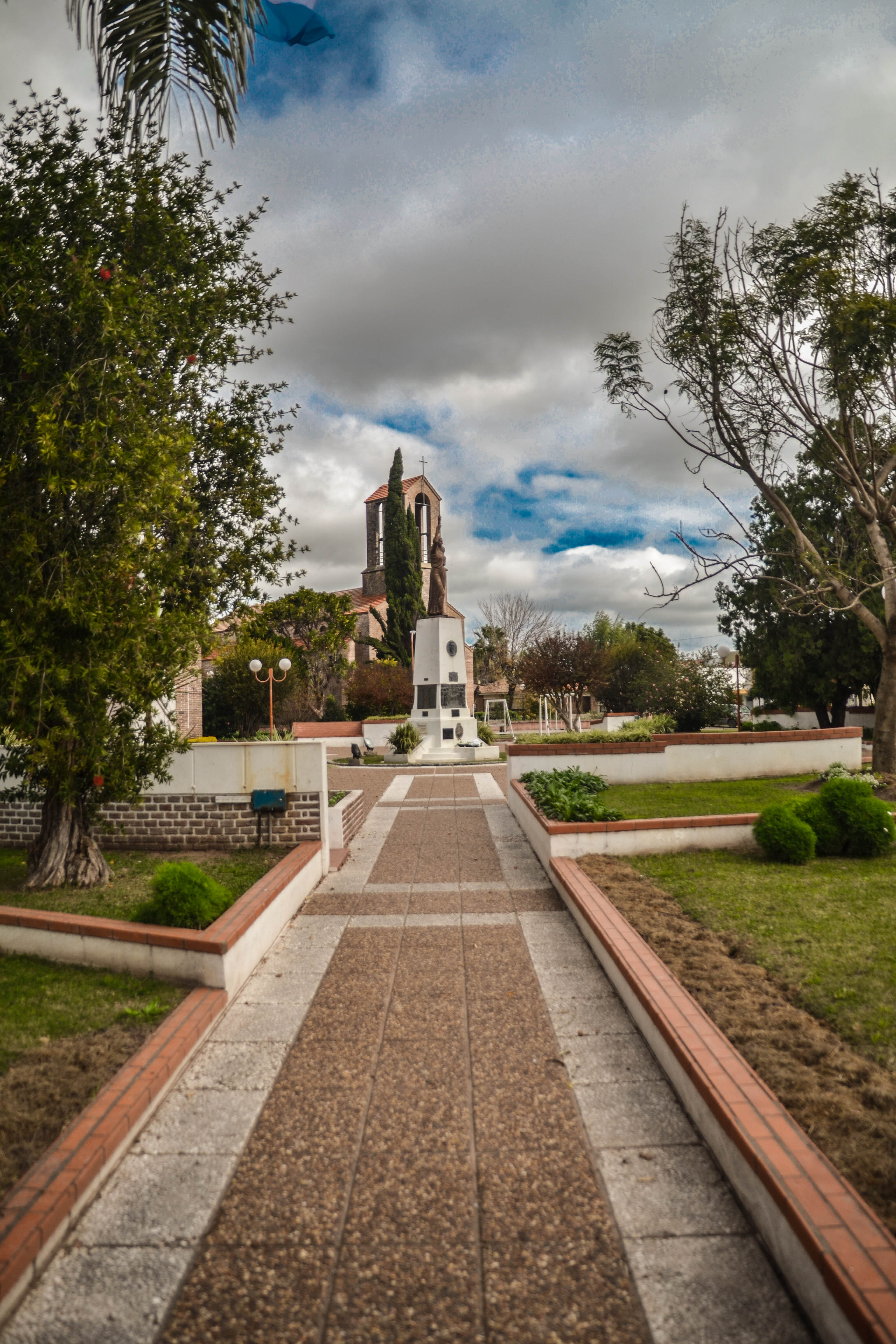
Plaza Independencia

Tabla de límites

|                            | Norte: Grütly, Rivadavia                   |                         |
| Oeste: Pilar, Nuevo Torino |                                            | Este: Cavour, Esperanza |
|                            | Sur: San Jerónimo Norte, Santa María Norte |                         |

### Localidades y parajes
- Humboldt: 5321 habitantes (Indec, 2022)
- Parajes
  - Colonia Nueva
  - Colonia Nueva Centro
  - Colonia Nueva Norte

### Clima

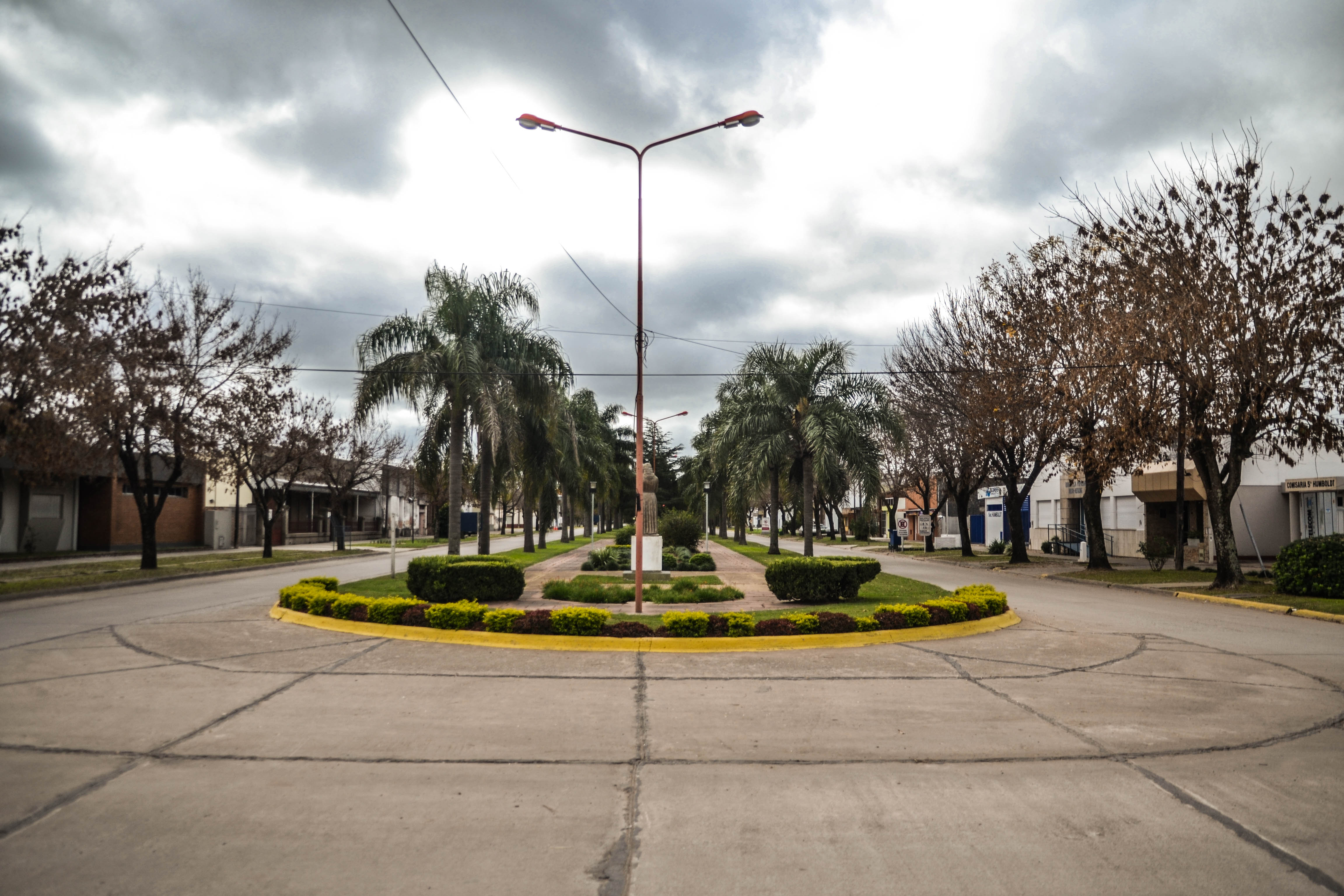
Avenida San Martín

Las lluvias son irregulares, tanto en intensidad como en distribución. Las mayores precipitaciones ocurren en el verano, notándose una declinación definida en otoño, para alcanzar valores mínimos en invierno. La media anual de precipitaciones es de 1.050 mm.
Temperatura media anual: 18,9 °C
Temperaturas estacionales:
- Verano: 25,4 °C
- Otoño: 19,2 °C
- Invierno: 12,7 °C
- Primavera: 19,2 °C

## Población
Sus primeros pobladores fueron inmigrantes suizos y alemanes en su mayoría, pero además se produjo el asentamiento de franceses e italianos, que llegaron a Santa Fe por vía fluvial a partir del año 1856.
La localidad cuenta con 5.321 habitantes, de acuerdo a los datos del censo de 2022.
| Gráfica de evolución demográfica de Humboldt entre 1991 y 2022 |
|                                                                |
| Fuente: Censos nacionales del INDEC                            |

### Evolución de la población
Cifras a nivel municipio
| Años censales | Varones | Mujeres | Total |
| ------------- | ------- | ------- | ----- |
| 1895          | ---     | ---     | 1.095 |
| 1914          | 1.021   | 967     | 1.988 |
| 1947          | 479     | 553     | 1.032 |
| 1960          | 1.452   | 1394    | 2.846 |
| 1970          | 1.555   | 1.521   | 3.076 |
| 1980          | 1.693   | 1.699   | 3.392 |
| 1991          | 1.945   | 1.992   | 3.937 |
| 2001          | 2.171   | 2.254   | 4.425 |
| 2010          | 2.362   | 2.421   | 4.783 |
| 2022          | -       | -       | 5.321 |

## Gobierno

### Presidentes comunales
| Nombre y apellido     | Fuerza política  | Inicio de mandato | Fin de mandato | Observaciones             |  |
| --------------------- | ---------------- | ----------------- | -------------- | ------------------------- |  |
| José Palmero          |                  | 12/2/1911         | 05/1914        |                           |  |
| B. Ramírez            |                  | 05/1914           | 09/1916        |                           |  |
| Miguel Milessi        |                  | 09/1916           | 01/1922        |                           |  |
| Rodolfo Hunzicker     |                  | 01/1922           | 21/01/1923     |                           |  |
| Juan Holinger         |                  | 21/01/1923        | 31/12/1923     |                           |  |
| Martín Stessens       |                  | 01/01/1924        | 27/01/1924     |                           |  |
| José Meyer            |                  | 27/01/1924        | 01/03/1925     |                           |  |
| Juan Holinger         |                  | 01/03/1925        | 03/01/1928     |                           |  |
| Miguel Milessi        |                  | 03/01/1928        | 11/03/1932     |                           |  |
| Francisco Vega        |                  | 11/03/1932        | 03/01/1938     |                           |  |
| Gaspar Weder          |                  | 03/01/1938        | 10/01/1951     |                           |  |
| Guillermo Konig       |                  | 10/01/1951        | 21/03/1955     |                           |  |
| Juan Carlos Sigrist   |                  | 22/03/1955        | 12/11/1955     |                           |  |
| Guillermo Konig       |                  | 12/11/1955        | 01/05/1958     |                           |  |
| José V. Palmero       |                  | 01/05/1958        | 01/05/1960     |                           |  |
| Juan Carlos Sigrist   |                  | 01/05/1960        | 28/09/1962     |                           |  |
| F. Gaspar Nagel       |                  | 28/09/1962        | 12/10/1963     |                           |  |
| Bernardo Brechbühl    |                  | 12/10/1963        | 12/10/1965     |                           |  |
| Albino König          |                  | 12/10/1965        | 25/05/1973     |                           |  |
| Ello Kestler          |                  | 25/05/1973        | 25/03/1976     |                           |  |
| Waldemar Galiana      |                  | 25/03/1976        | 17/07/1976     | De facto                  |  |
| José S. Emmert        |                  | 17/07/1976        | 05/03/1980     | De facto                  |  |
| Albino König          |                  | 05/03/1980        | 30/07/1982     | De facto                  |  |
| Luis Emmert           |                  | 30/07/1982        | 28/02/1983     | De facto                  |  |
| Héctor Emmert         |                  | 28/02/1983        | 10/12/1983     | De facto                  |  |
| Carlos Weder          | UCR              | 10/12/1983        | 10/12/1985     | Retorno a la democracia   |  |
| Carlos Weder          | UCR              | 10/12/1985        | 10/12/1987     | Segundo mandato           |  |
| Carlos Weder          | UCR              | 10/12/1987        | 10/12/1989     | Tercer mandato            |  |
| Carlos Weder          | UCR              | 10/12/1989        | 10/12/1991     | Cuarto mandato            |  |
| Carlos Weder          | UCR              | 10/12/1991        | 10/12/1993     | Quinto mandato            |  |
| Carlos Weder          | UCR              | 10/12/1993        | 10/12/1995     | Sexto mandato             |  |
| Carlos Weder          | UCR              | 10/12/1995        | 10/12/1997     | Séptimo mandato           |  |
| Carlos Weder          | UCR              | 10/12/1997        | 10/12/1999     | Octavo mandato            |  |
| Germán Alcides Kahlow | PJ               | 10/12/1999        | 10/12/2001     | Primer mandato            |  |
| Germán Alcides Kahlow | PJ               | 10/12/2001        | 10/12/2003     | Segundo mandato           |  |
| Germán Alcides Kahlow | PJ               | 10/12/2003        | 10/12/2005     | Tercer mandato            |  |
| Germán Alcides Kahlow | PJ               | 10/12/2005        | 10/12/2007     | Cuarto mandato            |  |
| Germán Alcides Kahlow | PJ               | 10/12/2007        | 10/12/2009     | Quinto mandato            |  |
| Germán Alcides Kahlow | PJ               | 10/12/2009        | 10/12/2011     | Sexto mandato             |  |
| Adrián G. Bender      | 100% Santafesino | 10/12/2011        | 10/12/2013     | Primer mandato            |  |
| Duilio Rohrmann       | UCR-FPCyS        | 10/12/2013        | 10/12/2015     | Primer mandato            |  |
| Duilio Rohrmann       | UCR-FPCyS        | 10/12/2015        | 10/12/2017     | Segundo mandato           |  |
| Duilio Rohrmann       | UCR-FPCyS        | 10/12/2017        | 10/12/2019     | Tercer mandato            |  |
| Duilio Rohrmann       | UCR-FPCyS        | 10/12/2019        | 10/12/2021     | Cuarto mandato            |  |
| Duilio Rohrmann       | UCR-FPCyS        | 10/12/2021        | 10/12/2023     | Quinto Mandato            |  |
| Martín Quiróz         | PJ               | 10/12/2023        |                | Actual Presidente Comunal |  |

## Ciudades hermanadas
- Birmenstorf, Suiza.
- Sankt Niklaus, Suiza.

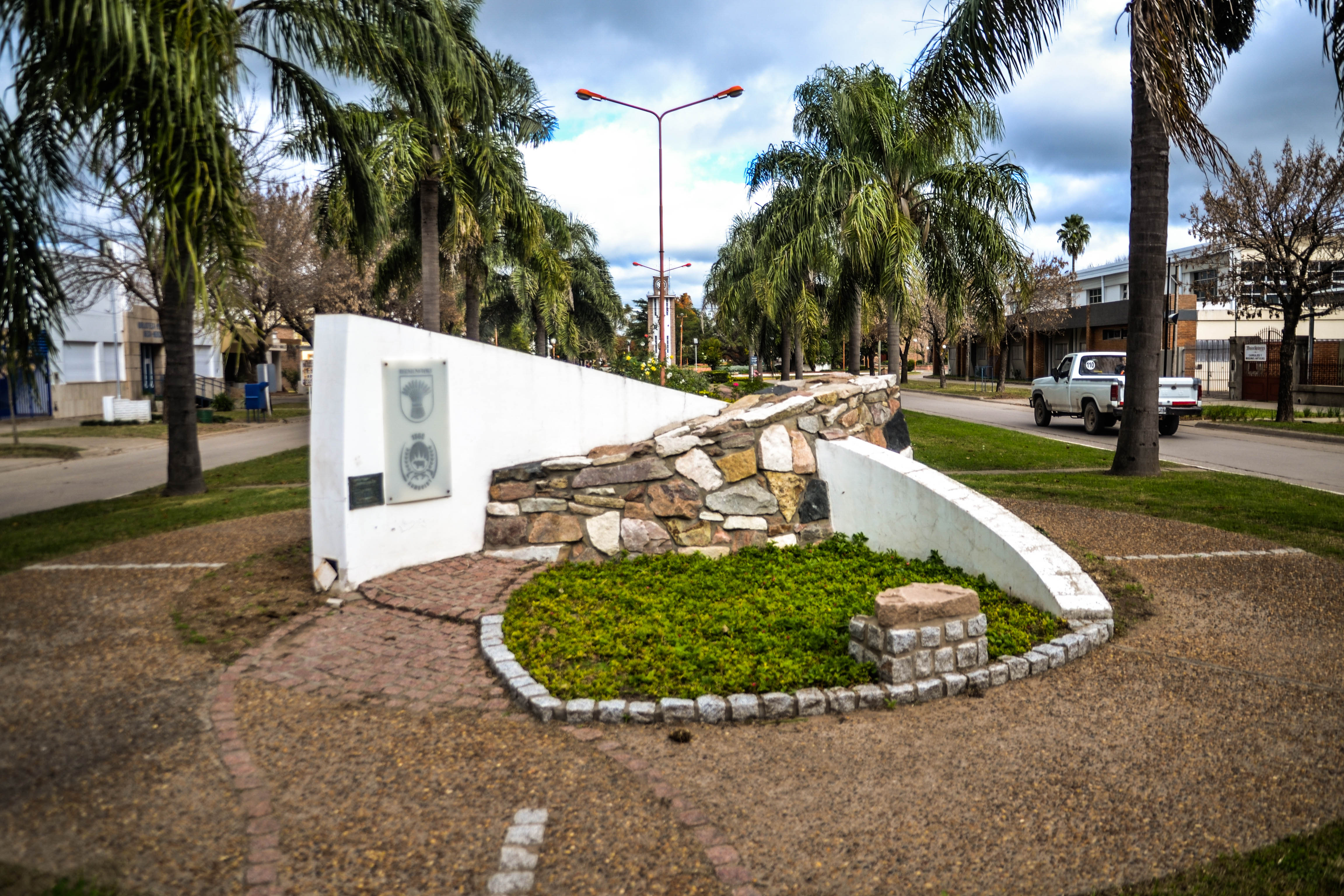
Monumento de la hermandad Birmenstorf - Humboldt

- Dittelsheim-Heßloch, Renania Palatinado, Alemania.[5]

## Museo
- Museo Histórico de la Colonia Humboldt[6]

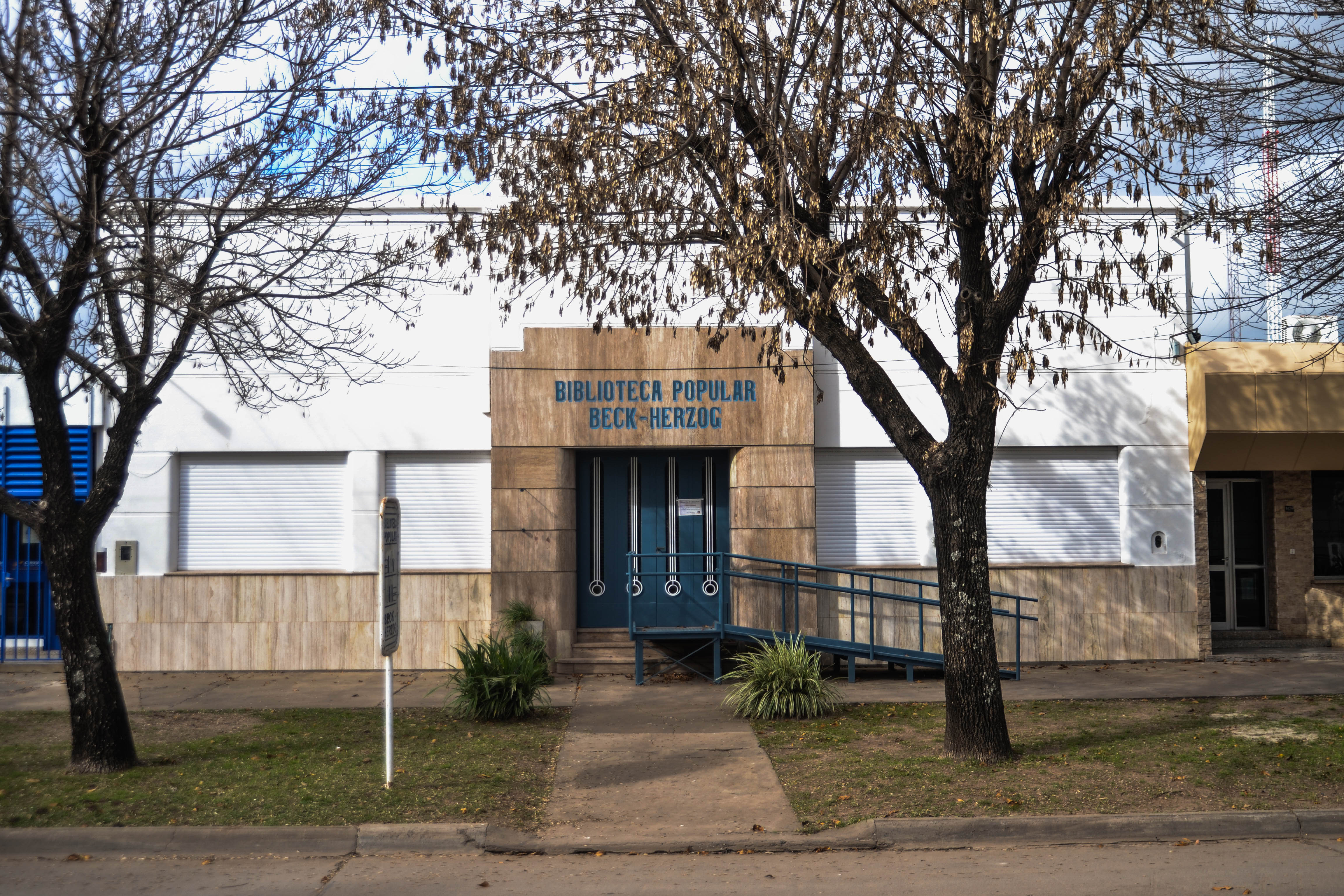
Biblioteca_popular_Beck Herzog

## Foro Regional Ambiental
La comuna de Humboldt participa en el Foro Regional Ambiental. Un punto trascendental fue la experiencia de Rafaela con el cuidado ambiental, donde se determinó el tratamiento de efluentes industriales, los cuales no tratados provocaron durante más de 40 años un foco de contaminación constante en los arroyos Las Prusianas, Cañada de Flesia y Cululú.

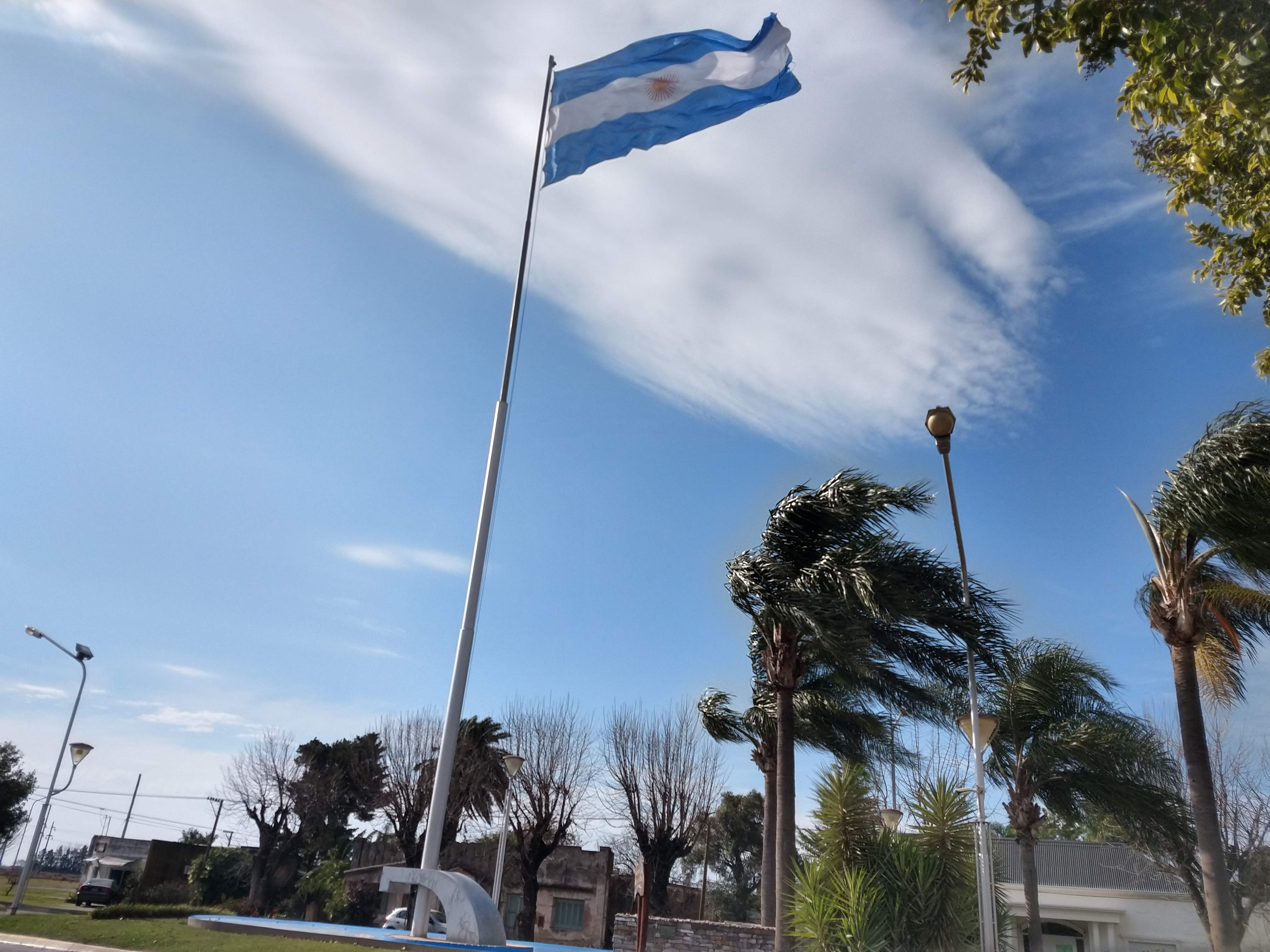
Bandera Argentina en el Monumento del Bicentenario de Humboldt

## Medios de comunicación

### Radio
- LRM727 - Radar 105.3 MHz.[7]
- FM Eco 107.5 MHz. [8]
- Publicidad Radar (propaladora de circuito cerrado).

### Televisión
- Humboldt Cablevideo
- Wiltel
- Fibercom

### Portales de Internet
- Acontecer Humboldt [9] [10]

## Personalidades
- Rosanna Falasca, cantante[11]
- Mercedes Strickler Kahlow[12]
- Rubén Ayala, futbolista Rubén Ayala